# همه چی روبه‌راهه (فیلم)
همه چی روبه‌راهه (به هندی: All Is Well) فیلمی محصول سال ۲۰۱۵ هندوستان به کارگردانی اومیش شوکلا است. در این فیلم بازیگرانی همچون ریشی کاپور، سوپریا پاتاک، آبیشک باچان، آسین، محمد زیشان ایوب، سوناکشی سینها ایفای نقش کرده‌اند.